# Andryala maroccana
Andryala maroccana là một loài thực vật có hoa trong họ Cúc. Loài này được (Caball.) Pau ex Maire mô tả khoa học đầu tiên năm 1922.